# ブリヂストン・ラクロス
ブリヂストン・ラクロスはブリヂストンサイクルが製造・販売しているシティサイクルである。

## 概要
ラクロスは同社から発売されているアルベルトやブレイブスター、スターロードなどと同じようにシティサイクル、通学車として扱われている。
また、同社が独自開発した一発二錠やベルトドライブ、空気見張る君、内装三段変速、点灯虫など、高水準の通学車をキャッチコピーにしている。

### 仕様
- Wフラッシュ点灯虫
- ベルトドライブ駆動
- 内装三段変速
- ニューコンフォートサドル
- 空気見張る君
- グリップベル
- メッシュバスケット
- ソーラーライト2
- 一発二錠